# Magyar Honvédség Összhaderőnemi Parancsnokság
A Magyar Honvédség Összhaderőnemi Parancsnokság a Magyar Honvédség Szárazföldi Parancsnokság, a Magyar Honvédség Légierő Parancsnokság megszüntetésével, azok jogutódjaként, illetve a megszűnő Magyar Honvédség Összhaderőnemi Logisztikai és Támogató Parancsnokság, a Magyar Honvédség Híradó és Informatikai Parancsnokság, a Magyar Honvédség Művelet Irányító Központ és a Magyar Honvédség Egészségügyi Parancsnokság egyes feladatainak átvételével, 2007. január 1-jei hatállyal alakult meg.
A Honvédelmi Minisztérium és a Honvéd Vezérkar különválásával, valamint ezzel egy időben a Honvéd Vezérkar és az Összhaderőnemi Parancsnokság összeolvadásával – azok jogutód szervezeteként – 2019. január 1-jei hatállyal megalakult a Magyar Honvédség Parancsnoksága, ezzel a katonai szervezet megszűnt.

## Parancsnoki állomány

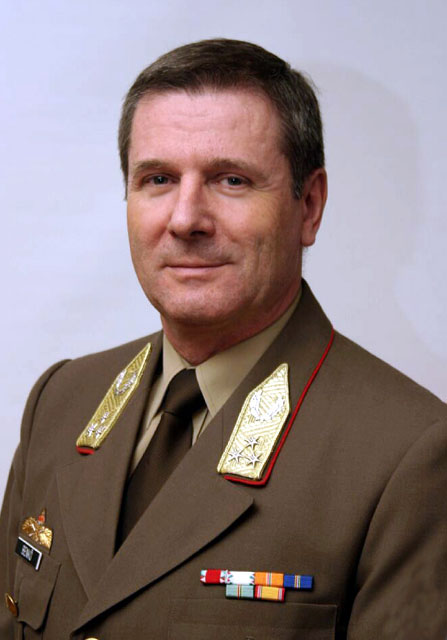
Benkő Tibor

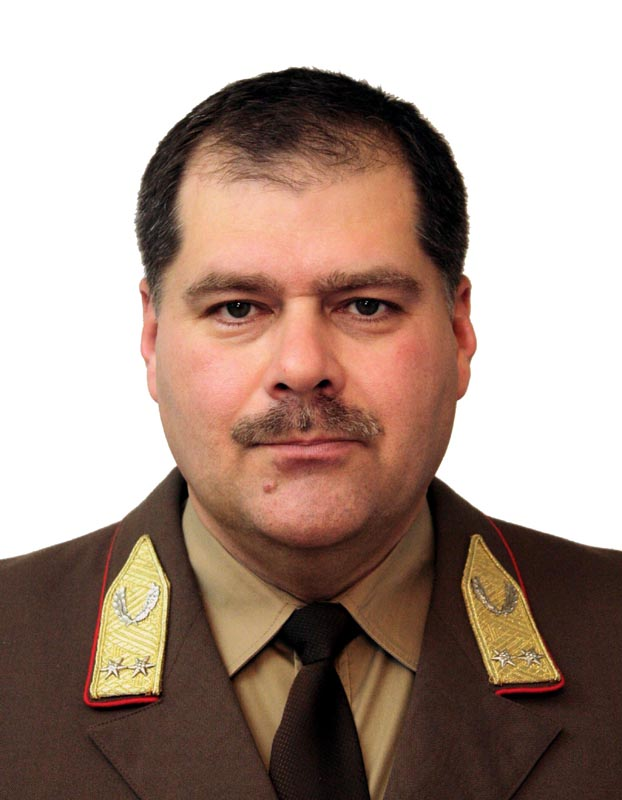
Kovács József

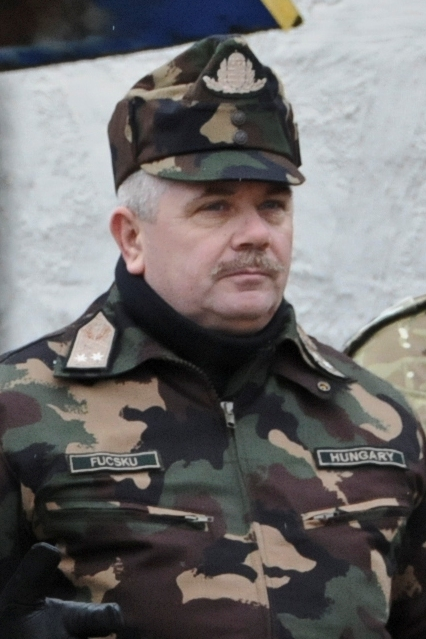
Fucsku Sándor

### Parancsnokok
- Tömböl László altábornagy (2007. január 1.[3] – 2009. január 15.[4])
- Benkő Tibor altábornagy (2009. január 16.[4] – 2010. május 31.)
- Kovács József altábornagy (2010. június 1.[5] – 2011. november 30.[6])
- Domján László vezérőrnagy (2011. december 1.[6] – 2013. október 31.[7])
- Fucsku Sándor vezérőrnagy (2013. november 1.[7] – 2016. február 29.)[8]
- Huszár János vezérőrnagy (2016. március 1. – július 31.) miniszteri megbízással, mint törzsfőnök[8]
- Huszár János altábornagy[9] (2016. augusztus 1.[10] – 2017. december 31.)
- Korom Ferenc vezérőrnagy (2018. január 1. – 2018. május 15.)
- Mihócza Zoltán vezérőrnagy (2018. május 16. – december 31.) miniszteri megbízással, mint törzsfőnök

### Parancsnok-helyettesek
I. szárazföldi parancsnok-helyettesek 2007–2010
- Benkő Tibor vezérőrnagy (2007. január 1. – 2009. január 15.)[11]
- Kovács József vezérőrnagy (2009. február 1.[12][13] – 2010. január 31.[14])

II. szárazföldi haderőnem főnökei (parancsnok-helyettesek) 2010–2018
- Kovács József vezérőrnagy (2010. február 1.[14] – május 31.[5])
- Huszár János dandártábornok (2010. június 1.[5] – 2013. március 31.[15])
- Huszár János dandártábornok mint törzsfőnök, megbízással 2013. április 1. – augusztus 15. között.[15]
- Böröndi Gábor dandártábornok (2013. augusztus 16.[16] – 2017. december 31.)
- Sándor Zsolt dandártábornok (2018. január 1. – december 31.) miniszteri megbízással, mint törzsfőnök műveleti helyettes

I. légierő parancsnok-helyettesek 2007–2010
- Varga János vezérőrnagy (2007. január 1.[17] – 2009. július 7.[18])
- Pintér Zoltán vezérőrnagy (2009. július 8.[18] – 2010. január 31.[14])

II. légierő haderőnem főnökei (parancsnok-helyettesek) 2010–2018
- Pintér Zoltán vezérőrnagy (2010. február 1.[14] – 2011. október 31.[19])
- Sáfár Albert dandártábornok (2011. november 1.[20] – 2018. december 31.)

I. logisztikai parancsnok-helyettesek 2007–2010
- Hazuga Károly vezérőrnagy (2007. január 1.– 2010. január 31.[21])

II. logisztikai erők főnökei (parancsnok-helyettesek) 2010–2016 a beosztás 2016. december 31-én megszűnt, 2017. január 1-ével létrehozásra került a törzsfőnök támogató helyettes beosztás
- Frigyer László mérnök vezérőrnagy (2010. február 1.[22] – 2010. szeptember)
- Schmidt Zoltán dandártábornok (2012. január 1. – 2016. december 31.)

### Törzsfőnökök
- Tánczos László vezérőrnagy (2007. január 1. – 2007. augusztus 31.[23]) egyben parancsnok-helyettes
- Orosz Zoltán vezérőrnagy (2007. szeptember 1.[24] – 2010. május 31.[5]) egyben parancsnok-helyettes 2010. január 31-ig
- Fucsku Sándor dandártábornok (2010. június 1. – 2011. július 31.[5])
- Varga Csaba dandártábornok (2011. augusztus 1.[5] – 2013. március 31.[15])
- Huszár János vezérőrnagy (2013. április 1.[15] – 2016. július 31.) egyben a szárazföldi haderőnem főnöke, megbízással 2013. augusztus 15-ig
- Mihócza Zoltán vezérőrnagy (2016. augusztus 1. – 2018. december 31.) egyben 2018. május 16-tól miniszteri megbízással parancsnok, a törzsfőnöki beosztás alól mentesítéssel
- Schmidt Zoltán dandártábornok (2018. május 16. – december 31.) miniszteri megbízással, mint törzsfőnök támogató helyettes

### Törzsfőnök-helyettesek
I. törzsfőnök-helyettesek 2010–2016
- Domján László dandártábornok (2010. február 1. – 2010. május 31.)
- Varga Csaba dandártábornok (2010. június 1. – 2011. július 31.)
- Szabó István dandártábornok (2012. január – 2013. február)
- Mihócza Zoltán dandártábornok (2013. november 16. – 2016. július 31.)
- Oláh József ezredes (2016. augusztus 1. – 2016. december 31.) miniszteri megbízással

II. törzsfőnök műveleti helyettesek 2017–2018
- Oláh József ezredes (2017. január 1. – 2017. március) miniszteri megbízással
- Sándor Zsolt dandártábornok (2017. március – 2018. december 31.) egyben 2018. január 1-től miniszteri megbízással a szárazföldi haderőnem főnöke (pk.h.), a törzsfőnök műveleti helyettesi beosztás alól mentesítéssel
- Topor István ezredes (2018. január 1. – ) miniszteri megbízással

II. törzsfőnök támogató helyettesek 2017–2018
- Schmidt Zoltán dandártábornok (2017. január 1. – 2018. december 31.) egyben 2018. május 16-tól miniszteri megbízással törzsfőnök, a törzsfőnök támogató helyettesi beosztás alól mentesítéssel
- Bellovics Pál ezredes (2018. május 16. – december 31.) miniszteri megbízással